# Kaladar
Kaladar ist ein  Ort in der Gemeinde Addington Highlands in der kanadischen Provinz Ontario. Er liegt etwa 50 km nördlich von Kingston an der Kreuzung von Highway 7 und Highway 41.
Es besteht aus einer Ansammlung von Wohnhäusern, einer  Shell-Tankstelle und einem Hotel.
Ursprünglich hieß der 1857 gegründete Ort Scouten.